# Муса Алхасан Баба
Муса Алхасан Баба (енгл. Musah Alhassan Baba, 8. марта 2000) гански је фудбалер који тренутно наступа за Беране.

## Каријера
Лета 2018. године, Баба је као осамнаестогодишњак из матичне Гане прешао у Србију и приступио крушевачком Напретку. Одмах затим, уступљен је локалном Трајалу на период о годину дана, где се прикључио екипи тог тима у узрасту до 19 година, за такмичење у Омладинској лиги Србије. Након промена у играчком кадру и одласка Стефана Милојевића из клуба, Баба је прикључен првом тиму Трајала, где је задужио дрес са бројем 10. На тај начин постао је један од петорице фудбалера са страним пасошем у саставу Трајала. У Првој лиги Србије, Баба је дебитовао против Јавора у Ивањици, у 5. колу такмичарске 2018/19, ушавши у игру уместо Алексе Андрејића у 62. минуту сусрета. У наредном колу, против Металца из Горњег Милановца, Баба је такође био у протоколу, али није улазио у игру.
Баба је и лета 2019. такође започео припреме за нову сезону са екипом Трајала, а пред почетак такмичарске 2018/19. у економату клуба задужио је дрес са бројем 45. Године 2021. прешао је у Беране.

## Статистика

### Клупска
Ажурирано 6. новембра 2021.
|          |          |                      |    |   |   |   |   |   |   |   |    |   |  |  |
| Трајал   | 2018/19. | Прва лига Србије     | 1  | 0 | 0 | 0 | — | — | — | — | 1  | 0 |  |  |
| Трајал   | 2019/20. | Прва лига Србије     | 7  | 0 | 1 | 0 | — | — | — | — | 8  | 0 |  |  |
| Трајал   | 2020/21. | Прва лига Србије     | 7  | 0 | 0 | 0 | — | — | — | — | 7  | 0 |  |  |
| Трајал   | Укупно   | Укупно               | 15 | 0 | 1 | 0 | — | — | — | — | 16 | 0 |  |  |
|          |          |                      |    |   |   |   |   |   |   |   |    |   |  |  |
| Беране   | 2021/22. | Друга лига Црне Горе | 9  | 2 | — | — | — | — | — | — | 9  | 2 |  |  |
|          |          |                      |    |   |   |   |   |   |   |   |    |   |  |  |
| Каријера | Каријера | Каријера             | 24 | 2 | 1 | 0 | — | — | — | — | 25 | 2 |  |  |
|          |          |                      |    |   |   |   |   |   |   |   |    |   |  |  |